# Ново Паничарево
Ново Панича̀рево е село в Югоизточна България. То се намира в община Приморско, област Бургас.

## География
Намира се на 31 км южно от областния център Бургас и на 18 км западно от общинския център Приморско. Разположено е в полите на Странджа планина и долината на р. Ропотамо.

## История
Историята на селото започва непосредствено след освобождаването на България от османско владичество – 1879 година. Предполага се, че е основано от преселници от съществуващите по това време села Паничерево (днешната местност Старо село, на 6 км южно от Ново Паничарево) и село Чинакчи (днешна местност Юртя – 6 км югоизточно от Ново Паничарево). До селото минава река Дуденска а наблизо има красив язовир, заобиколен от всякъде с гъста гора. Недалеч от село Ново Паничерово се намира ловния резерват на Държавна дивечовъдна станция – Ропотамо, където се ловуват диви свине, елени, зайци, сърни и др. Сред представители на дивата фауната са още вълци, видри, диви котки, таралежи, лалугери, лисици, порове, чакали и язовци.
Според летописната книга на ОУ „Христо Ботев“ от Горо Горов, първите данни за съществуване на училище в местността „Старото село“ сочат годината 1873. „До черквата е имало една пристройка с две стаички, които служели за училище. До 1873 г. учението било на гръцки език.“
Църквата „Св. Троица", построена през 1881 г., притежава изключително редки икони. Параклисът „Св. Марина" е запазен и поддържан до днес. През 1985 г. се построява язовир „Ново Паничарево" с обем 2,2 млн. куб.м., който е включен към общата водна система на язовир „Ясна поляна" и подава вода за цялото Южно Черноморие.
Ново Паничарево е самостоятелна община до 1910 г., след това преминава към Веселие, пак самостоятелна, след това към Община Созопол и от 1997 г. към Община Приморско. Близостта до гр. Бургас, до морските курорти и до Странджа планина, му дават възможност да се развива като вилно селище.
Добавка:село Паничарево се е намирало в местността Дудено, после се мести в старото село.

## Население

### Етнически състав
Преброяване на населението през 2011 г.
Численост и дял на етническите групи според преброяването на населението през 2011 г.:
|                     | Численост |
| Общо                | 765       |
| Българи             | 391       |
| Турци               | 8         |
| Цигани              | 297       |
| Други               | 5         |
| Не се самоопределят | 7         |
| Неотговорили        | 57        |

## Редовни събития
Панаир на селото (седмица след Спасовден).